# Mohammad Reza Mahdavi-Kani
Pour les articles homonymes, voir Mahdavi et Kani (homonymie).
Mohammad Reza Mahdavi-Kani (en persan : محمد رضا مهدوی کنی) est un membre du clergé et un homme politique iranien né dans le district de Kan (en), près de Téhéran, le 6 août 1931 et mort le 21 octobre 2014 à l'âge de 83 ans.

## Biographie
Son père étant ayatollah, Mohammad Reza Mahdavi-Kani fait ses études au petit séminaire islamique à Téhéran, à l’école de Mofid puis à l’École de Borhan à Téhéran. Il part à Qom pour étudier au Séminaire islamique de Qom en 1947. Mohammad Reza Mahdavi-Kani entreprend des études de science religieuse en suivant les cours de Rouhollah Khomeini, Muhammad Reza Golpaygani, Ayatollah Seyyed Hosein Boroujerdi et Allameh Tabatabaei dans une hawza de Qom.
Mohammad Reza Mahdavi-Kani revient à Téhéran en 1961 pour continuer des études religieuses. Durant cette période, il prend contact avec le groupe des ayatollahs qui s'oppose à la dynastie Pahlavi et comme il accompagne ce groupe, il est arrêté à trois reprises par la police de cette dynastie.

## Carrière politique
Il a été premier ministre d'Iran du 2 septembre au 29 octobre 1981, nommé par un conseil présidentiel provisoire après l'assassinat du président Mohammad Ali Rajai et du premier ministre Mohammad Javad Bahonar. Il avait auparavant assuré les fonctions de ministre de l'intérieur dans le cabinet de Mohammad Ali Rajai à l'époque où celui-ci était premier ministre.
Mohammad Reza Mahdavi-Kani est le fondateur de l'université de sciences humaines Imam Sadegh de Téhéran. Il a également fait partie du conseil d'amendement constitutionnel de l'Iran, chargé par l'ayatollah Khomeini, guide de la révolution iranienne et plus haute autorité du pays, de passer en revue et d'amender la constitution iranienne en 1989.
À partir du 8 mars 2011, il préside l'Assemblée des experts.
Dans le coma depuis son hospitalisation le 4 juin 2014 en raison de problèmes cardiaques, il décède le 21 octobre 2014 d'une crise cardiaque.